# Alessandra Ambrosio
Alessandra Ambrosio (Erechim, 1981. április 11. –) brazil modell és televíziós személyiség.
Leginkább a Victoria's Secret révén ismert, amelynek angyala volt 2004–2017 között. Továbbá olyan márkák reklámarca, mint a Next, Armani Exchange, Christian Dior és Ralph Lauren. 2012-ben a Forbes magazin a világ 6. legjobban fizetett modelljeként tartotta nyilván évi 6,6 millió dolláros éves fizetéssel. A média rendszeresen a világ legszexisebb női közé sorolja. 2007-ben a People magazin a 100 legszexisebb nő közé választotta.
Két gyermeke van. Férje Jamie Mazur amerikai üzletember. Ambrosio a National Multiple Sclerosis Society nagykövete is egyben. Szerepelt a 2006-os James Bond Casino Royale-ban, illetve más filmekben is.

## Filmjei
- Törtetők (2007)
- Így jártam anyátokkal (2007)
- Gossip Girl – A pletykafészek (2010)
- Új csaj (2014)
- Megjött apuci! (2015)
- Love Advent (2015-2016)
- Tini Nindzsa Teknőcök: Elő az árnyékból! (2016)
- Megjött apuci 2. (2017)
- Anyaság túlsúlyban (2019)